# Sielsowiet Pokraszewo
Sielsowiet Pokraszewo – jednostka administracyjna w składzie rejonu słuckiego obwodu mińskiego Białorusi. Siedziba znajduje się we wsi Pokraszewo.
Utworzony 26 lutego 1932 roku jako Polski Sielsowiet Narodowy Pokraszewo w składzie rejonu Słuckiego BSRR. 20 listopada 1934 roku zreorganizowany w sielsowiet białoruski, a z jego części został utworzony Polski Sielsowiet Narodowy Zamoście. Z 12 lutego 1935 roku w składzie rejonu greskiego, z 21 czerwca 1935 roku okręgu słuckiego. Z 20 lutego 1938 roku w składzie rejonu greskiego obwodu mińskiego. Od 20 września 1944 r. do 8 stycznia 1954 r. w składzie obwodu bobrujskiego. Z 17 grudnia 1956 r. w składzie rejonu słuckiego.
Według spisu ludności 2009 r. sielsowiet liczył 2287 osób, z których 95,4% zadeklarowało się jako Białorusini, 3.3% – Rosjanie, 0,6% – Ukraińcy.

## Literatura
- Административно-территориальное устройство БССР: справочник: в 2 т. / Главное архивное управление при Совете Министров БССР, Институт философии и права Академии наук БССР. – Минск: «Беларусь», 1985–1987.
- Административно-территориальное устройство Республики Беларусь (1981–2010 гг.): справочник. – Минск: БелНИИДАД, 2012. – 172 с.